# Mahanoro (stad)
Mahanoro is een stad en commune rurale (kaominina) in het gelijknamige district Mahanoro in de regio Atsinanana in het zuidoosten van Madagaskar. De meeste inwoners zijn leden van de Malagassische stam der Betsimisaraka. De plaats vormt het centrum voor een aantal clans van de Zuidelijke Betsimisaraka. Ook is er een grote soennitische minderheid, die afstammen van Indiase Surti-moslims.
De naam van de plaats betekent 'dat wat blij maakt'.

## Geografie
De stad ligt halverwege de oostkust van Madagaskar in een moerassige kustvlakte tussen de kust van de Indische Oceaan en het Canal des Pangalanes. De plaats ligt op ongeveer 10 kilometer ten noorden van het estuarium van de rivier de Mangoro en ongeveer 32 kilometer ten noorden van de delta van de rivier de Manampotsy. 18 kilometer ten noorden van Mahanoro ligt de Chutes de la Sahatsio.
In 2001 werd een goede wegverbinding (RN 11) gerealiseerd met de stad Vatomandry 80 kilometer noordelijker en verder naar Toamasina (244 km) en de hoofdstad Antananarivo (306 km). De RN 11 verbindt de stad naar het zuiden toe met Ambodiharina, Masomeloka en Nosy Varika, maar hierbij moeten voertuigen meermalen per pont het water oversteken. Het Canal des Pangalanes vormt de belangrijkste vrachtverbinding tussen Taomasina en de plaatsen ten zuiden van Mahanoro. Er varen ongeveer 60 prauwen van meer dan 10 meter lengte over het kanaal tussen Mahanoro en Mananjary. Ongeveer 7 kilometer ten noorden van de stad ligt de gelijknamige regionale luchthaven Mahanoro, die momenteel echter buiten gebruik is.

### Klimaat
Mahanoro ligt in een gebied met een tropisch klimaat met veel regenval (3254 mm/jaar) en constante hoge temperaturen. De maanden september tot december zijn het droogst en de maanden februari tot april het natst. De gemiddelde dagtemperatuur varieert van ongeveer 24°C in de maanden juli en augustus tot ongeveer 30°C in de maanden januari en februari. Het orkaanseizoen duurt van januari tot april.

## Geschiedenis

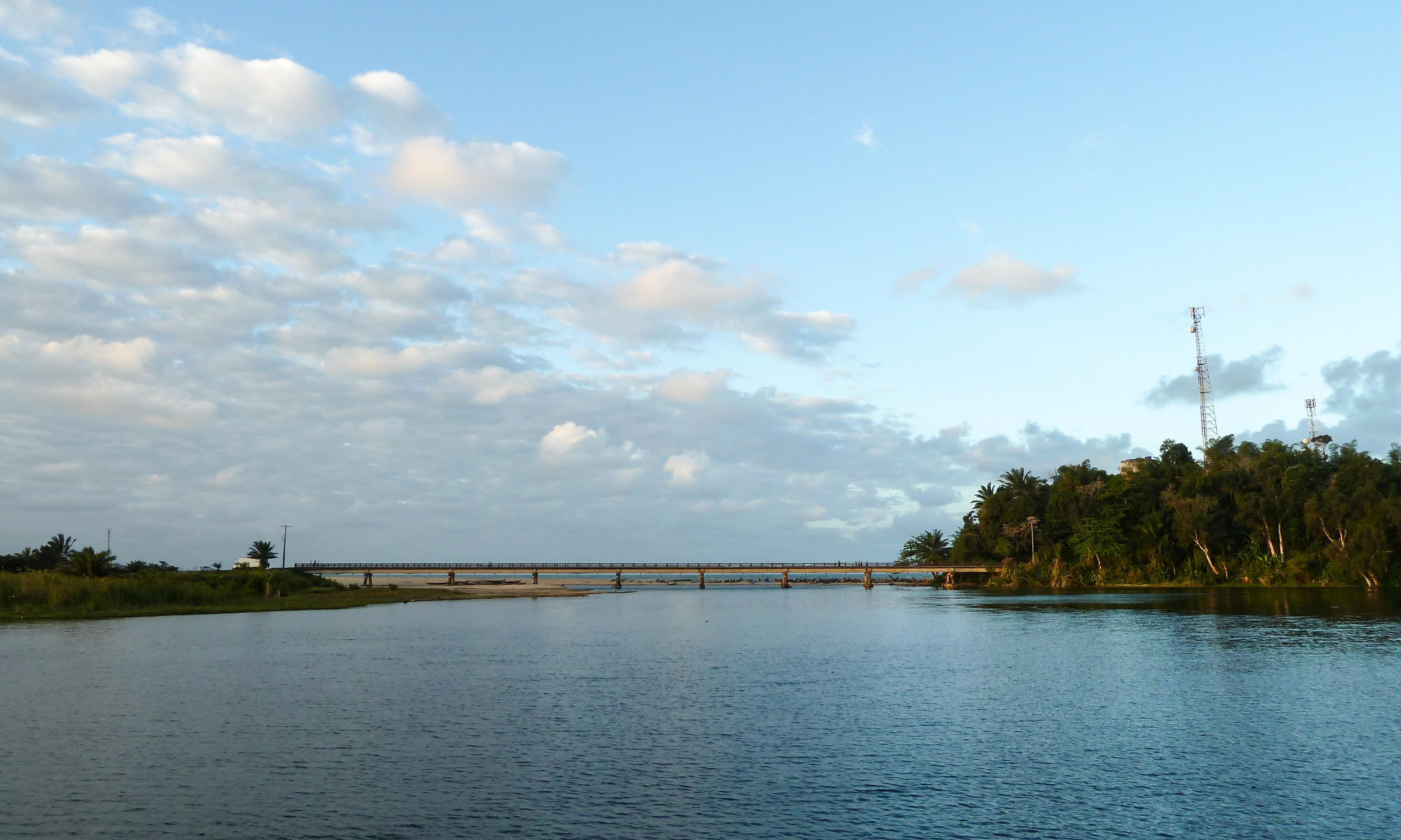
Brug over het Canal des Pangalanes bij Mahanoro met op de achtergrond achter de brug enkele prauwen van lokale vissers.

Mahanoro werd in 1823 veroverd door Merinatroepen onder leiding van de Toamasiaanse handelaar Jean-René, die het gebied innam voor koning Radama I. Zijn opvolger koningin Ranavalona I nam voorzorgsmaatregelen om de groeiende Franse invloed tegen te gaan door in verschillende plaatsen Merinaforten te bouwen. Ook in Mahanoro, dat uitgroeide tot een exportcentrum voor onder andere raffia, rijst en vee, werd een Merinafort en een residentie voor de Merinagouverneur gebouwd. De Franse avonturier en industrieel Jean Laborde gebruikte Mahanoro als haven voor zijn handel tussen de kust en de Merinahoofdstad Antananarivo. De Betsimisaraka moesten corvee verrichten voor de Merina, wat vooral vanaf de jaren 1880 een steeds grotere druk op de lokale bevolking van Mahanoro legde. In die tijd trokken ook steeds meer blanken naar Mahanoro en omgeving. In 1882 woonden er volgens dominee R.P. Lacomme al ongeveer 100 inheemse katholieken en 50 blanken. Toen de Fransen in 1895 aan land gingen in Mahanoro woonden er reeds verschillende Réunionaise, Duitse en Mauritische handelaren die ook plantages hadden opgezet langs de oevers van de rivier de Mangoro.
Begin 20e eeuw werd Mahanoro door de Franse koloniale overheid uitgekozen als bestuurlijk centrum van de omliggende regio. In die tijd werden wegen naar de plaats aangelegd en de eerste stenen gebouwen geplaatst voor de huisvesting van het gemeentebestuur, de gendarmerie (politie), een school, ziekenhuis, kerk en een drogisterij.
Tegenwoordig bestaat Mahanoro echter nog steeds grotendeels uit lage houten huisjes zonder gas of elektriciteit. Ruim de helft van de bevolking is jonger dan 18 jaar en de plaats telt dan ook 30 private en openbare lagere scholen en 6 middelbare scholen, waarvan 1 openbare. De plaats telt verder een openbaar ziekenhuis en een aantal privéklinieken, een benzinestation, een aantal kleine winkeltjes, een voetbalstadion en een hotel.

## Economie
De lokale economie bestaat vooral uit visserij op het Canal der Pangalanes en landbouw op kleine familiebedrijfjes, waar vooral rijst wordt geteeld. Er is nog weinig toerisme; de meeste toeristen doen Mahanoro aan tijdens een boottocht van Mananjary naar Mahanoro. Aan het kanaal ligt een kleine rivierhaven.

## Trivia
Ten zuiden van Mahanoro staat een vuurtoren uit 1936 die niet meer in gebruik is en in slechte staat verkeert.
- Virtual International Authority File: 238800298